# Мугло
Мугло — деревня в Селтинском районе Удмуртской республики.

## География
Находится в западной части Удмуртии на расстоянии приблизительно 16 км на юг-юго-запад по прямой от районного центра села Селты.

## История
Известна с 1891 года. В 1893 году здесь (починок Мугло) учтено 22 двора, в 1905 — 27, в 1924 −37. С 1932 года деревня. До 2021 года входила в состав Новомоньинского сельского поселения.

## Население
Постоянное население составляло 187 человек (1893, удмурты), 255 (1905), 291 (1924), 94 человека в 2002 году (удмурты 98 %), 57 в 2012.